# Bischofferode (Spangenberg)
Bischofferode ist der östlichste Stadtteil der Stadt Spangenberg im nordhessischen Schwalm-Eder-Kreis.

## Geographie
Der Ort ist ein typisches Reihendorf an der alten Landstraße durch die langen Hessen. Nachbardörfer sind Pfieffe und Weidelbach, sowie Hetzerode, das zu Waldkappel im Werra-Meißner Kreis gehört. Bischofferode liegt am Fuß des Eisbergs, an dem der Mostebach, ein Nebenfluss der Pfieffe, entspringt.

## Geschichte

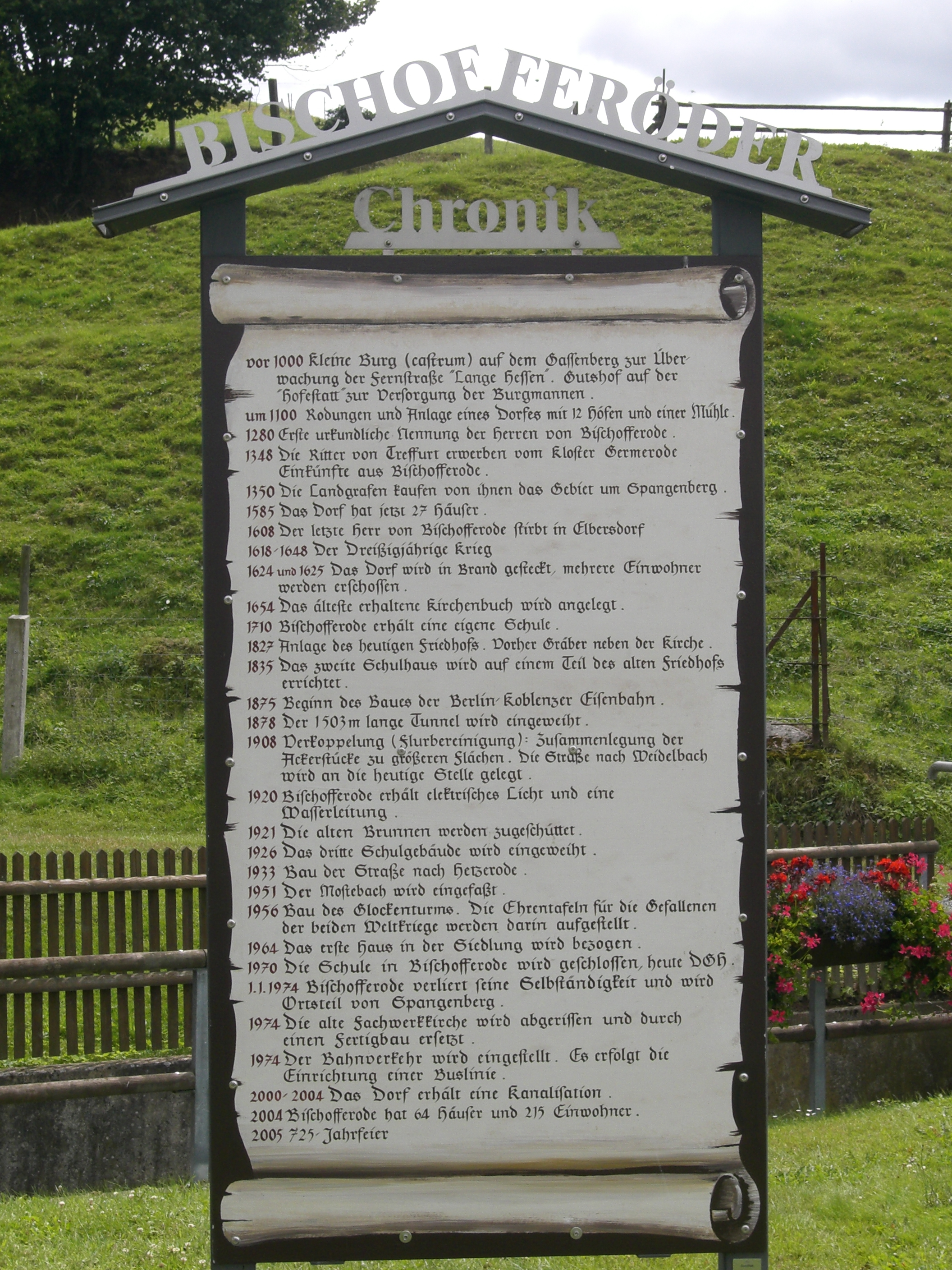
Schautafel „Bischofferöder Chronik“

Die älteste bekannte Erwähnung von Bischofferode  erfolgte im Jahr 1280 unter dem Namen „Bischovirode“ in einer Urkunde des Klosters Kreuzberg.
Ein Haltepunkt der Kanonenbahn lag in Bischofferode.
Am 1. Januar 1974 wurde die bis dahin selbständige Gemeinde Bischofferode im Zuge der Gebietsreform in Hessen kraft Landesgesetz in die der Stadt Spangenberg eingemeindet. Für Bischofferode wurde ein Ortsbezirk mit Ortsbeirat und Ortsvorsteher nach der Hessischen Gemeindeordnung gebildet.

## Bevölkerung
Einwohnerstruktur 2011
Nach den Erhebungen des Zensus 2011 lebten am Stichtag dem 9. Mai 2011 in Bischofferode 207 Einwohner. Darunter waren keine Ausländer.
Nach dem Lebensalter waren 30 Einwohner unter 18 Jahren, 84 zwischen 18 und 49, 48 zwischen 50 und 64 und 45 Einwohner waren älter. Die Einwohner lebten in 90 Haushalten. Davon waren 24 Singlehaushalte, 30 Paare ohne Kinder und 27 Paare mit Kindern, sowie 6 Alleinerziehende und 3 Wohngemeinschaften. In 18 Haushalten lebten ausschließlich Senioren und in 57 Haushaltungen lebten keine Senioren.
Einwohnerentwicklung
- 1585: 27 Haushaltungen[2]
- 1747: 35 Haushaltungen[2]
- 2004: 62 Häuser, 215 Einwohner[7]

| Bischofferode: Einwohnerzahlen von 1834 bis 2019 | Bischofferode: Einwohnerzahlen von 1834 bis 2019 | Bischofferode: Einwohnerzahlen von 1834 bis 2019 | Bischofferode: Einwohnerzahlen von 1834 bis 2019 | Bischofferode: Einwohnerzahlen von 1834 bis 2019 |
| --- | ------------------------------------------------ | ------------------------------------------------ | ------------------------------------------------ | ------------------------------------------------ |
| Jahr |                                                  |                                                  |                                                  | Einwohner                                        |
| 1834 | 1834                                             |                                                  | 240                                              | 240                                              |
| 1840 | 1840                                             |                                                  | 240                                              | 240                                              |
| 1846 | 1846                                             |                                                  | 243                                              | 243                                              |
| 1852 | 1852                                             |                                                  | 246                                              | 246                                              |
| 1858 | 1858                                             |                                                  | 227                                              | 227                                              |
| 1864 | 1864                                             |                                                  | 247                                              | 247                                              |
| 1871 | 1871                                             |                                                  | 201                                              | 201                                              |
| 1875 | 1875                                             |                                                  | 344                                              | 344                                              |
| 1885 | 1885                                             |                                                  | 193                                              | 193                                              |
| 1895 | 1895                                             |                                                  | 194                                              | 194                                              |
| 1905 | 1905                                             |                                                  | 178                                              | 178                                              |
| 1910 | 1910                                             |                                                  | 194                                              | 194                                              |
| 1925 | 1925                                             |                                                  | 187                                              | 187                                              |
| 1939 | 1939                                             |                                                  | 199                                              | 199                                              |
| 1946 | 1946                                             |                                                  | 327                                              | 327                                              |
| 1950 | 1950                                             |                                                  | 291                                              | 291                                              |
| 1956 | 1956                                             |                                                  | 219                                              | 219                                              |
| 1961 | 1961                                             |                                                  | 224                                              | 224                                              |
| 1967 | 1967                                             |                                                  | 232                                              | 232                                              |
| 1980 | 1980                                             |                                                  | ?                                                | ?                                                |
| 1990 | 1990                                             |                                                  | ?                                                | ?                                                |
| 2000 | 2000                                             |                                                  | ?                                                | ?                                                |
| 2004 | 2004                                             |                                                  | 215                                              | 215                                              |
| 2011 | 2011                                             |                                                  | 207                                              | 207                                              |
| 2019 | 2019                                             |                                                  | 203                                              | 203                                              |
| Datenquelle: Historisches Gemeindeverzeichnis für Hessen: Die Bevölkerung der Gemeinden 1834 bis 1967. Wiesbaden: Hessisches Statistisches Landesamt, 1968. Weitere Quellen: LAGIS; Stadt Spangenberg:; Zensus 2011 |                                                  |                                                  |                                                  |                                                  |

Historische Religionszugehörigkeit
| • 1885: | 190 evangelische (= 98,45 %), drei katholische (= 1,55 %) Einwohner |
| • 1961: | 210 evangelische (= 93,75 %), 9 katholische (= 4,02 %) Einwohner    |

## Politik
Der Ortsbeirat besteht aus fünf Personen. Alle gehören der Gemeinschaftsliste Bischofferode an. Die Wahlbeteiligung bei der Kommunalwahl 2021 lag bei 68,52 %. Ortsvorsteher ist Markus Süß.